# Mychajło Korol
Mychajło Korol, (ukr. Михайло Король, pol. Michał Korol; ur. 15 września 1856 w Niesłuchowie, zm. 17 lipca 1925 we Lwowie) – ukraiński działacz społeczny i polityk, prawnik, poseł do Rady Państwa i Sejmu Krajowego Galicji.

## Życiorys
Ukończył gimnazjum we Lwowie (1876) i studia prawnicze na uniw. we Lwowie (1880). Doktorat z prawa uzyskał na Uniwersytecie Jagiellońskim w 1882.  W latach 1883–1888 pracował w kancelarii prawnej Iwana Dobrianśkiego we Lwowie. Od 1888 prowadził kancelarię adwokacką w Żółkwi. Początkowo związany z ruchem „starorusinów”. W latach 1892–1902 prezes stowarzyszenia polskiego "Russkaja Rada" w Żółkwi. Był także inicjatorem budowy Domu Ludowego w Żółkwi. Członek rady nadzorczej Towarzystwa Ubezpieczeń Wzajemnych "Dnister" (1900). Od 1900 działacz Russkiej Partii Ludowej. Po podziale w ruchu staroruskim przeciwnik Władimira Dudykiewicza, następnie przeszedł do ruchu ukraińskiego. Członek Rady Powiatu (1888-1914) i Wydziału Powiatowego (1899-1914) w Żółkwi.
Był posłem do galicyjskiego Sejmu Krajowego VI kadencji (10 października 1889 – 17 lutego 1894), VIII kadencji (28 grudnia 1901 – 12 października 1907), IX kadencji (15 września 1908 – 5 maja 1913), X kadencji (5 grudnia 1913 – 14 marca 1914), wybieranym z kurii IV (gmin wiejskich) z okręgu nr 45 (Zółkiew). W kadencji VI, VIII, IX był członkiem Klubu Ruskiego (1889–1892 i 1894–1895, 1901–1907, 1908–1913), w latach 1901–1903, 1904–1907 i 1909–1913 jego prezes. Podczas X kadencji członek Ukraińskiego Klubu Sejmowego.
Był także posłem do austriackiej Rady Państwa X kadencji (31 stycznia 1901 - 30 stycznia 1907) wybranym w kurii IV (gmin wiejskich) w okręgu wyborczym nr 18 (Żółkiew-Mosty Wielkie-Kulików-Sokal-Bełz-Rawa Ruska-Uhnów-Niemirów) oraz XI kadencji (17 czerwca 1907 - 30 marca 1911). Początkowo w latach 1901–1907 był członkiem Klubu Ruskiego (Ruthenenen Klub) potem od listopada 1907 Klubu Staroruskiego (Altruthenenen Klub).
W czasie istnienia Zachodnioukraińskiej Republiki Ludowej był komisarzem rządowym powiatu żółkiewskiego. W latach 20. działał w Ukraińskiej Partii Narodowo-Demokratycznej.

## Rodzina
Urodził się w rodzinie greckokatolickiego duchownego. Syn księdza Pawlo Korola, proboszcza w Niesłuchowie. Ożenił się z Amelią z Turkowiczów, mieli syna.